# Tatra (piwo)

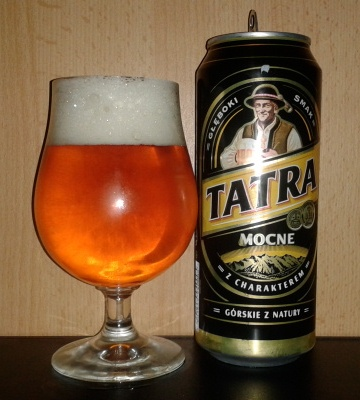
Tatra Mocne

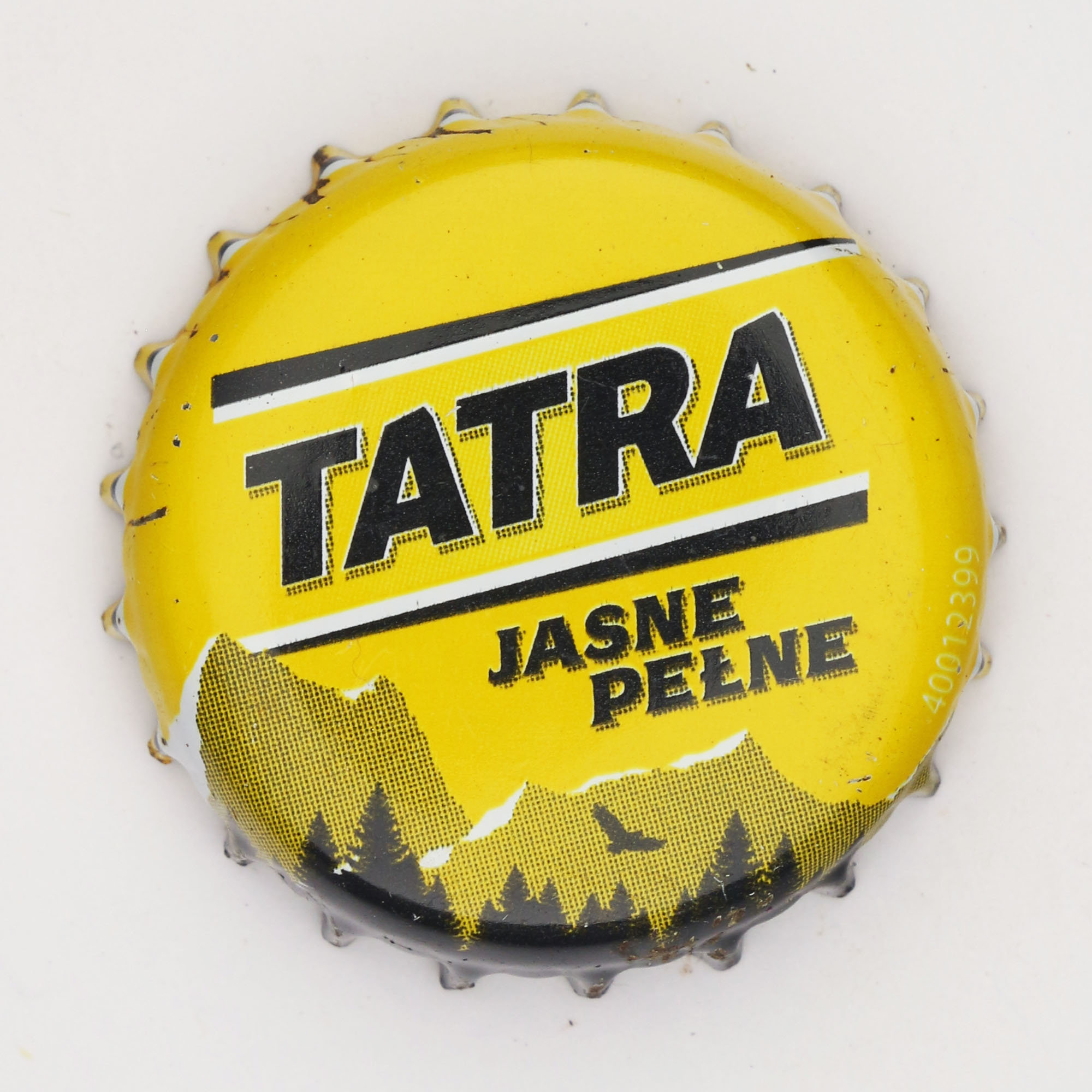
Tatra Jasne Pełne

Tatra – marka piwa produkowana przez Browar Elbląg, Browar Leżajsk i Browar Warka należące do Grupy Żywiec. Dostępne jest w butelkach 0,5 i 0,65 l i w puszkach 0,5 l.

## Historia
Piwo Tatra zaczęto produkować pod koniec lat 70. w browarze w Żywcu – jego pełna nazwa brzmiała Tatra Żywiec Lager. W kolejnej dekadzie stało się ono marką eksportową, przeznaczoną głównie na rynek brytyjski. Pod nazwą Tatra Pils Strong Lager zadebiutowało w Wielkiej Brytanii podczas The Great Western Beer Festival w 1980. Był to klasyczny Żywiec (o zawartości ekstraktu 12,5%) z wydłużonym do 6 miesięcy terminem przydatności do spożycia. Choć na początku na etykiecie Tatry widniała charakterystyczna dla żywieckich piw tańcząca para, wraz z rozpoczęciem eksportu wizerunek piwa odmieniono. Nową koncepcję etykiety opracował Adam Bogacz. Decyzja o umieszczeniu czarnej gotyckiej czcionki na żółtym tle podyktowana była faktem, że na Wyspach Brytyjskich dużą popularnością cieszyły się piwa niemieckie lub posiadające niemieckojęzyczne nazwy. W 1991 Tatrę jako jedno z pierwszych żywieckich piw zaczęto rozlewać do puszek. Tatrę warzono do roku 1992, następnie jej produkcję wznowiono w 1998. Zmieniona została zarówno oprawa graficzna etykiety, jak i samo piwo – eksportowy Żywiec zastąpiono piwem o zawartości ekstraktu 11% (Pils) oraz 15,1% (Mocne). Głównym elementem logotypu piwa był wizerunek górala, który na etykiecie piwa pojawił się w 2001, wraz z przeniesieniem jego produkcji do browaru w Leżajsku. Wizerunek górala obecny był na etykietach i puszkach do 2020.

## Charakterystyka
Piwo Tatra produkowane jest lub było w 4 gatunkach:
- Tatra Jasne Pełne (w produkcji – stan na kwiecień 2022 r.)[4] – zawartość ekstraktu: 11,9% (wag.); zawartość alkoholu: 5,8% (obj.);
- Tatra Mocne (w produkcji – stan na lipiec 2018 r.)[4] – zawartość ekstraktu: 14% (wag.); zawartość alkoholu: 7% (obj.);
- Tatra Grzaniec (wprowadzone w sezonie zimowym 2011 r.)[5] – zawartość ekstraktu: 16% (wag.); zawartość alkoholu: 5,8% (obj.);
- Tatra Niepasteryzowane[6] – zawartość ekstraktu: 16% (wag.); zawartość alkoholu: 5,0% (obj.).

Tatra Jasne Pełne to klasyczne piwo typu pilzneńskiego. Tatra Mocne ma większą zawartość alkoholu, wyraźną goryczkę i złocistą barwę.
Na początku XXI wieku markę Tatra promował tekst reklamowy zawierający zdanie „sakramencko dobre piwo”. Po protestach m.in. Związku Podhalan i starosty powiatu tatrzańskiego tekst ten na puszkach, butelkach i w spotach reklamowych zastąpiono innym, nie używającym słowa „sakramencko”, oprotestowanego jako obraźliwe.

## Sponsoring
Marka Tatra sponsoruje Górskie Ochotnicze Pogotowie Ratunkowe (GOPR) oraz klub hokejowy Podhale Nowy Targ.